# NGC 586
NGC 586 je galaksija u zviježđu Kit.

## Vanjske poveznice
- SEDS: NGC 0586